# Alphonse Kahn
À ne pas confondre avec Alphonse Kahn, résistant allemand de la Seconde Guerre mondiale.
Alphonse Kahn est un chef d'entreprise français né le 9 décembre 1864 à Kolbsheim et mort le 25 mai 1927 à Paris.

## Biographie
Il s'associe à son cousin alsacien Théophile Bader pour créer le 13 décembre 1893 la société en nom collectif Alphonse Kahn & Cie qui exploitera le premier magasin Aux Galeries Lafayette qui ouvre à Paris au 1, rue La Fayette en janvier 1894.
S'il se retire de l'administration et de la gestion opérationnelle en 1912, il reste actionnaire et partage avec Théophile Bader la présidence du conseil d'administration jusqu'à sa mort en 1927.
Il demeure 98 boulevard Malesherbes à Paris.
Il est inhumé au cimetière du Montparnasse (division 30).

## Distinctions
- Officier de la Légion d'honneur (décret du 15 mai 1910). Il est nommé chevalier le 21 juillet 1903.